# Boyes
Boyes é uma comunidade não incorporada no sudoeste do condado de Carter, estado de Montana, nos Estados Unidos.  Está ligada à U.S. Route 212 a sudoeste da vila de Ekalaka, a sede do condado de Carter.  Fica situada a uma altitude de 1.015 m. Apesar de ser uma comunidade não incorporada possui uma estação de correios, com código zip de 59316.